# Aeroport d'Hamburg
|  | Aquest article tracta sobre l'aeroport de Fuhlsbüttel. Vegeu-ne altres significats a «Aeroport d'Hamburg-Finkenwerder». |

L'Aeroport d'Hamburg (codi IATA: HAM, codi OACI: EDDH) (en alemany: Flughafen Hamburg) o també Aeroport d'Hamburg-Fuhlsbüttel és un aeroport que dona servei a Hamburg. Està localitzat a 8,5 km al nord del centre de la ciutat, al barri de Fuhlsbüttel. L'any 2010, va gestionar més de 12 milions de passatgers, el que en fa el cinquè aeroport més transitat d'Alemanya (després de Berlín-Tegel) i el 30è més transitat d'Europa.

## Història
L'aeroport va ser inaugurat el gener del 1911. Va ser construït amb el finançament privat per part de Hamburger Luftschiffhallen GmbH (HLG). Així és l'aeroport més vell del món encara en funcionament. L'emplaçament original de l'aeroport comprenia unes 45 hectàrees i era utilitzat per a realitzar vols de dirigibles durant els seus primers dies. L'any 1913, el lloc va ser expandit fins a 60 hectàrees. Durant la Primera Guerra Mundial, hi havia només aviació militar. L'hangar per als dirigibles va ser destruït per un incendi l'any 1916. Tot i que el Tractat de Versalles va interdir la reobertura dels hangars reconstruïts, ja el 1919 un primer enllaç amb Berlin va crear-se i el 1920, la companyia neerlandesa KLM va utilitzar-lo com a escala de la seva connexió amb Copenhaguen.
Durant l'ocupació britànica i a partir de l'any 1945, es va donar a l'aeroport el seu nom oficial actual, Aeroport d'Hamburg. El 1948, va ser molt utilitzat durant el Pont Aeri de Berlín com una zona de proves. Quan Lufthansa va reprendre les seves operacions l'any 1955, Hamburg va ser utilitzat com un centre de connexions de l'aerolínia fins que finalment va decidir operar principalment des de Frankfurt. Des dels 45 hectàrees del temps dels capdevanters, va continuar a eixamplar-se fina l'àrea de 5,7 km² que cobreix avui.
Durant la dècada del 1960 van començar les discussions sobre si traslladar l'aeroport al municipi de Heidmoor. Les raons es basaven en les limitades possibilitats d'expansió, les limitacions de capacitat degut a l'encreuament de les pistes d'aterratge i el soroll. Els plans d'expansió es van reduir degut a les males experiències d'altres ciutats que havien traslladat els seus aeroports lluny del centre de la ciutat i el trasllat de la majoria de les operacions de Lufthansa a Frankfurt. En la dècada del 1990, l'aeroport va començar un ampli procés de modernització. El nou pla HAM21 incloïa una nova terminal de passatgers (Terminal 1) i l'Airport Plaza entre les terminals 1 i 2. Les hesitacions quant a traslladar-lo o no, va durar fins al 2008 abans que va obtenir una estació de metro a una bifurcació de la línia S1 des de l'estació d'Ohlsdorf, que al capdavall integrava l'aeroport a la xarxa de l'àrea metropolitana d'Hamburg.

## Terminals
- Terminal 1: Es va acabar de construir l'any 2005 i és molt semblant a la Terminal 2 pel que fa al disseny i la mida. Compta amb nombroses funcions d'estalvi energètic i d'aigua, com la recollida d'aigua de la pluja per al seu ús.
- Terminal 2: Es va acabar de construir l'any 1993. Hi opera Lufthansa i les aerolinies que formen part de Star Alliance.

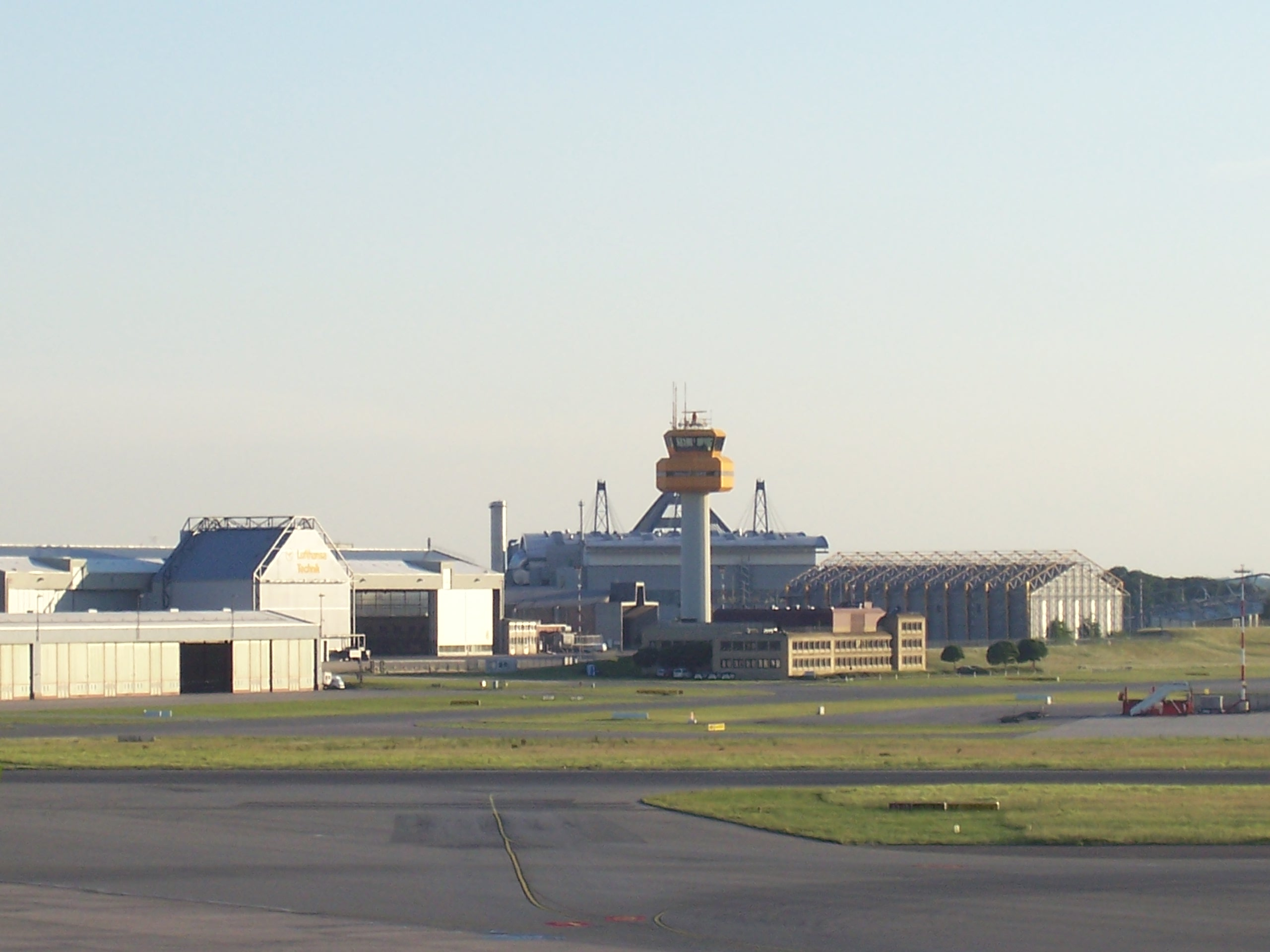
Vista exterior de la torre de control de l'aeroport.
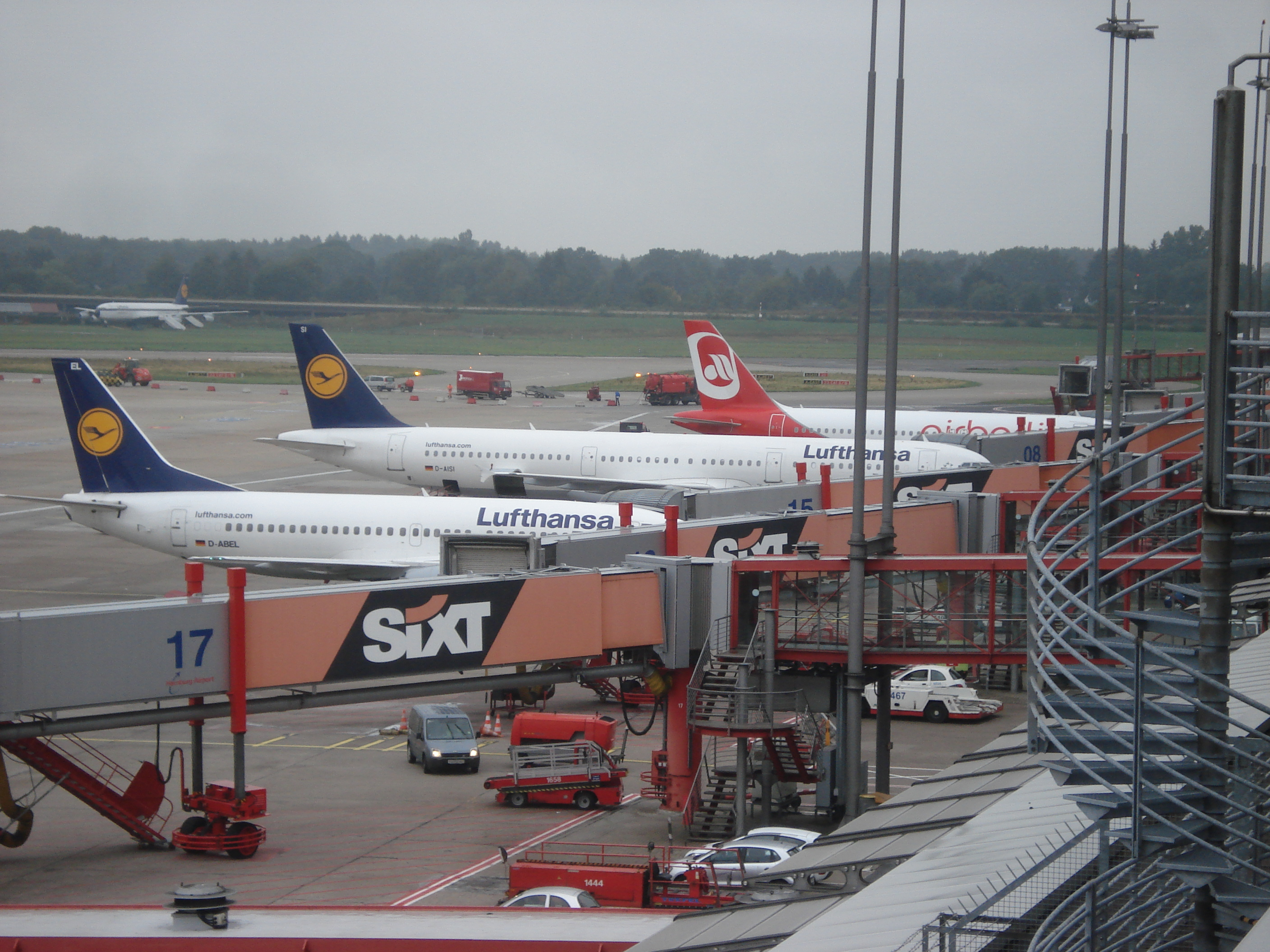
Avions de Lufthansa i Air Berlin a l'aeroport.
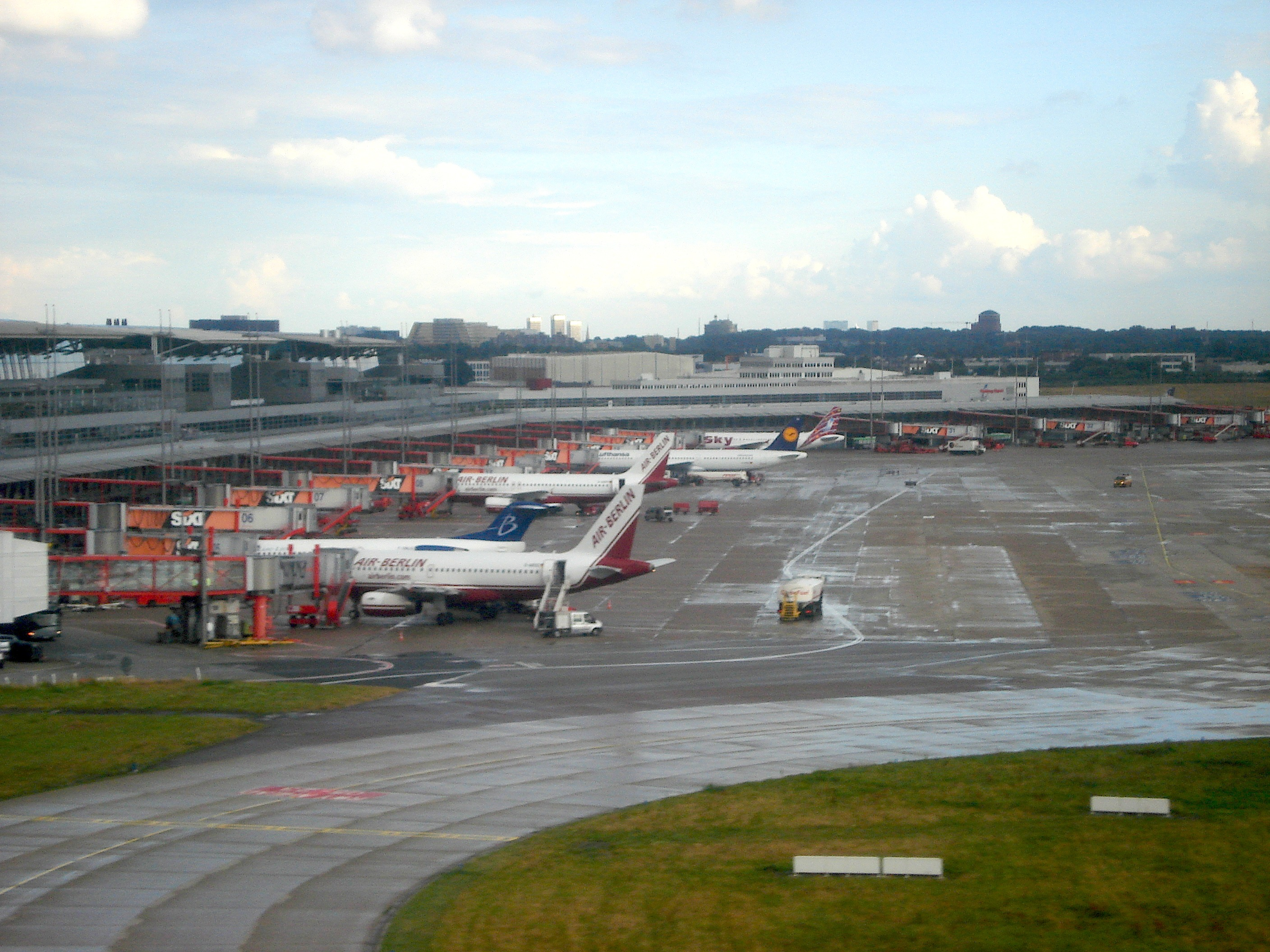
Vista exterior de l'edifici terminal.
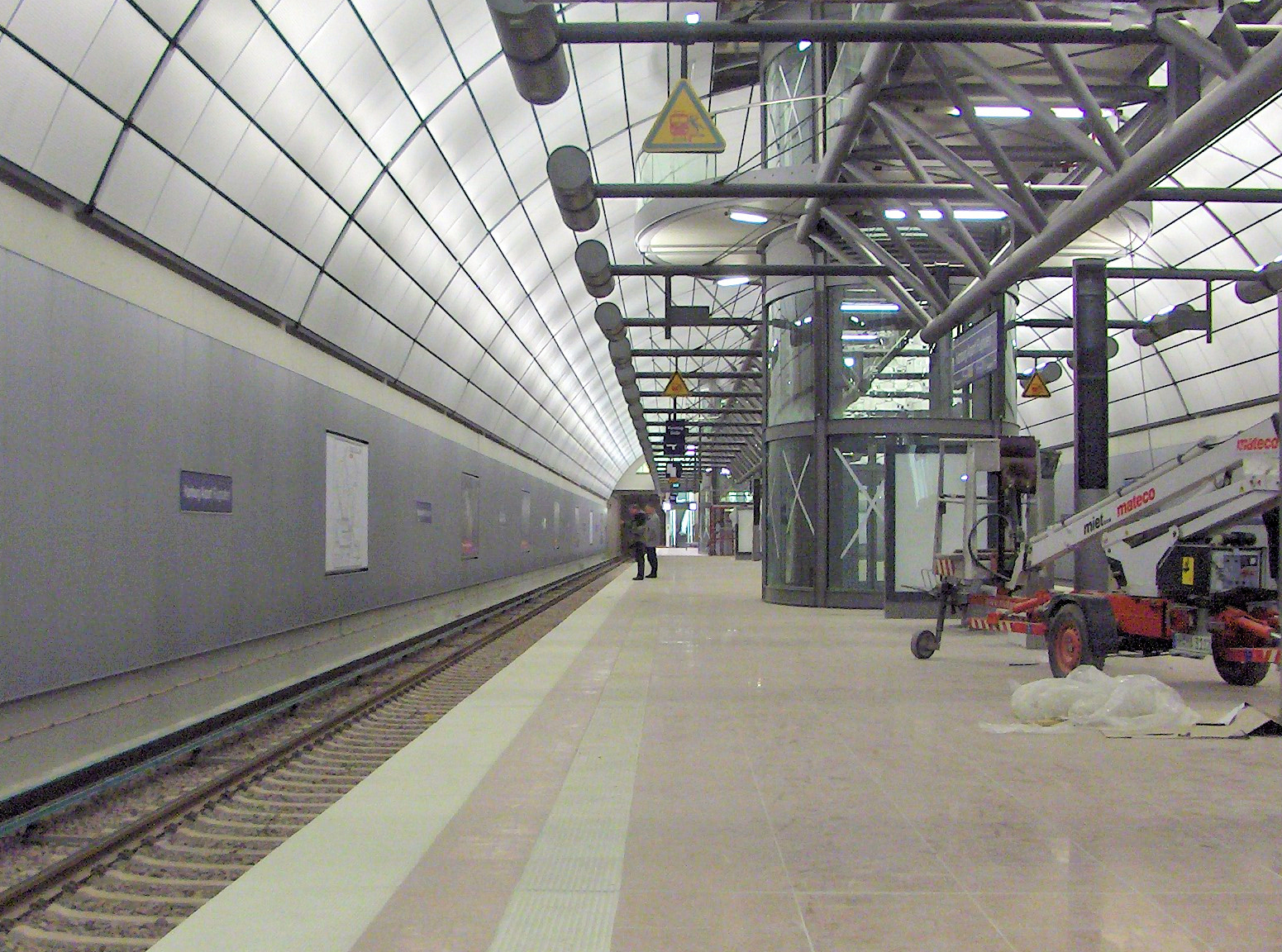
Estació de tren de l'Aeroport d'Hamburg.

## Aerolínies i destinacions
| Aerolínies                                        | Destinacions | Terminal |
| ------------------------------------------------- | --- | -------- |
| Aer Lingus                                        | Dublín | 1        |
| Aeroflot                                          | Moscou-Xeremètievo | 1        |
| airBaltic                                         | Riga | 1        |
| Air France                                        | París-Charles de Gaulle | 1        |
| Air France operat per HOP!                        | Lió | 1        |
| Air Hamburg                                       | de temporada: Heligoland, Juist, Norderney, Westerland/Sylt |          |
| Air Malta                                         | Malta | 1        |
| Air Transat                                       | de temporada: Toronto-Pearson | 1        |
| Air Via                                           | de temporada: Burgàs, Kos, Rodes, Palma, Varna | 1        |
| Atlas Jet                                         | Istanbul-Atatürk de temporada: Antalya | 1        |
| Austrian Airlines                                 | Viena | 2        |
| Austrian operat per Tyrolean Airways              | Viena | 2        |
| British Airways                                   | Londres-Heathrow | 1        |
| Brussels Airlines                                 | Brussel·les | 2        |
| Bulgarian Air Charter                             | de temporada: Burgàs, Varna | 1        |
| Cirrus Airlines                                   | Dresden | 2        |
| Condor                                            | Agadir, Arrecife, Fuerteventura, Funchal, Hurghada, Kos, Las Palmas de Gran Canaria, Santa Cruz de la Palma, Xarm el-Xeikh, Tenerife Sud de temporada: Antalya, Dalaman, Iràklio, Eivissa, Jerez de la Frontera, Kos, Larnaca, Palma, Rodes, Santorí | 2        |
| Corendon Airlines                                 | Antalya, Istanbul-Atatürk, Esmirna | 1        |
| Croatia Airlines                                  | de temporada: Split | 2        |
| Czech Airlines                                    | Praga | 1        |
| easyJet                                           | Londres-Gatwick, Londres-Luton, Manchester | 1        |
| easyJet Switzerland                               | Basilea/Mulhouse | 1        |
| Emirates                                          | Dubai | 1        |
| Finnair                                           | Hèlsinki | 1        |
| Flybe                                             | Birmingham | 1        |
| Freebird Airlines                                 | de temporada: Antalya, Istanbul-Atatürk | 1        |
| Germania                                          | de temporada: Corfú | 1        |
| Gotlandsflyg operat per Golden Air                | Vaxjö, Visby | 1        |
| Hamburg Airways                                   | Antalya, Fuerteventura, Iràklio, Hurghada, Istanbul-Atatürk, Gran Canària, Xarm El-Xeikh, Urgench | 1        |
| Icelandair                                        | de temporada: Reykjavík-Keflavík [s'inicia el 3 de juny] | 2        |
| InterSky                                          | Friedrichshafen | 1        |
| Iran Air                                          | Teheran-Imam Khomeini | 1        |
| KLM operat per KLM Cityhopper                     | Amsterdam | 1        |
| LOT Polish Airlines                               | Varsòvia | 2        |
| Lufthansa                                         | Colònia/Bonn, Düsseldorf, Frankfurt, Londres-Heathrow, Madrid, Moscou-Domodédovo, Múnic, París-Charles de Gaulle, Stuttgart, Viena, Zuric de temporada: Milà-Malpensa, Palma, Reykjavík-Keflavík, Nuremberg xàrter: Antalya                          | 2        |
| Lufthansa Regional operat per Eurowings           | Amsterdam, Barcelona, Bastia, Bergen, Göteborg-Landvetter, Manchester, Milà-Malpensa, Niça | 2        |
| Lufthansa Regional operat per Lufthansa CityLine  | Amsterdam, Ginebra, Madrid, Manchester, Milà-Malpensa, Niça, Oslo-Gardermoen, Estocolm-Arlanda, de temporada: Bastia, Bergen | 2        |
| Luxair                                            | Luxemburg, Saarbrücken | 2        |
| Norwegian Air Shuttle                             | Oslo-Gardermoen | 1        |
| Nouvelair                                         | Enfidha | 1        |
| Ostfriesische Lufttransport operat per Jet Air    | Gdańsk, Rotterdam | 1        |
| Onur Air                                          | de temporada: Adana, Antalya, Dalaman, Istanbul-Sabiha Gökçen, Istanbul-Atatürk, Esmirna | 1        |
| Pegasus Airlines                                  | Antalya | 1        |
| Rossiya                                           | Sant Petersburg | 1        |
| Scandinavian Airlines                             | Copenhaguen | 2        |
| Scandinavian Airlines operat per Cimber Sterling  | Copenhaguen | 2        |
| Sky Airlines                                      | Antalya, Bodrum, Hurghada, Istanbul-Sabiha Gökçen, Esmirna | 1        |
| Skyways Express                                   | de temporada: Jönköping | 1        |
| SkyWings International operat per Airlift Service | Skopje | 1        |
| Sky Work Airlines                                 | Berna | 1        |
| SunExpress                                        | Ankara, Antalya, Istanbul-Sabiha Gökçen, Esmirna de temporada: Bodrum, Dalaman | 1        |
| Swiss International Air Lines                     | Zuric | 2        |
| Swiss operat per Swiss European Air Lines         | Basilea/Mulhouse | 2        |
| Sylt Air                                          | de temporada: Westerland/Sylt | 2        |
| TAP Portugal                                      | Lisboa | 2        |
| Tunisair                                          | Djerba, Enfidha, Monastir, Tunis | 2        |
| Turkish Airlines                                  | Istanbul-Atatürk | 1        |
| TUIfly                                            | Fuerteventura, Jerez de la Frontera, Lanzarote, Gran Canària, Tenerife Sud de temporada: Antalya, Boa Vista, Burgàs, Corfú, Dalaman, Dubai, Faro, Iràklio, Hurghada, Kos, Menorca, Palma, Rodes, Sal/Cap Verd                                        | 1        |